# Gymnopis syntrema
Espèce
Synonymes
- Siphonops syntremus Cope, 1866
- Siphonops oligozonus Cope, 1877
- Gymnopis oligozona (Cope, 1877)
- Minascaecilia sartoria Campbell & Wake, 1983

Statut de conservation UICN

 DD  : Données insuffisantes
Gymnopis syntrema est une espèce de gymnophiones de la famille des Dermophiidae.

## Répartition
Cette espèce se rencontre entre 300 et 1 000 m d'altitude :
- au Chiapas au Mexique ;
- dans la Sierra de las Minas au Guatemala ;
- dans les monts Maya au Belize.

Sa présence est incertaine au Honduras.

## Description
Avec un corps plus petit que pour Gymnopis multiplicata d'une longueur de 30 cm, Gymnopis syntrema a lui aussi ses yeux recouverts d'os. Il est de couleur brun-gris, légèrement plus pâle autour de la tête.

## Publication originale
- Cope, 1866 : Fourth contribution to the herpetology of tropical America. Proceedings of the Academy of Natural Sciences of Philadelphia, vol. 18, p. 123-132 (texte intégral).